# المشاهرة (بني سعد)

تعديل مصدري - تعديل

المشاهرة هي إحدى قرى عزلة دير الشريف بمديرية بني سعد التابعة لمحافظة المحويت، بلغ تعداد سكانها 395 نسمة حسب تعداد اليمن لعام 2004.